# Сражение при Ларисе
Сражение при Ларисе — сражение между войсками Византийской империи и норманнского графства Апулия и Калабрия, произошедшее во время норманно-византийской войны в июле 1083 года на территории Греции. 

Норманно-византийская война (1081—1085)

## Предыстория
В первой половине 1082 года, норманны, воевавшие с Византией, захватили большую часть северной Греции, не встретив особого сопротивления. Чуть позже Боэмунд разбил войска византийского императора Алексея I Комнина в двух битвах: под Артой и под Яниной. Это ставило под его контроль Македонию и почти всю Фессалию. 3 ноября 1082 года норманны осадили город Лариса. 
Через шесть месяцев после начала осады правитель Ларисы Лев Кефал отправил письмо Алексею с просьбой о срочной помощи. В марте 1083 года император, пополнив свои войска нанятыми тюрками-сельджуками и печенегами, отбыл из Константинополя во главе армии, которая направилась к Ларисе. Армия прошла через узкую Темпейскую долину и расположилась лагерем в Плабице на берегу Пенея. В начале апреля ромеи, избежав прямого столкновения с норманнами, продвинулись юго-западнее Ларисы и прибыли в Трикалу. Византийским разведчикам удалось задержать местного жителя, который рассказал им о местности вокруг Ларисы. Низкий боевой дух и недостаток военного опыта византийских войск вызвали необходимость применить хитрость для разгрома норманнов.

## Ход сражения
На следующий день брат Алексея Адриан, одетый в императорскую одежду и с императорским знаменем впереди, во главе отряда подошёл к Ларисе с востока. Норманны, думая, что это основные силы под командованием самого императора, вступили с ним в бой. После непродолжительного столкновения византийцы притворно отступили, приведя ничего не подозревающих норманнов к месту под названием Ликостомион (Волчья пасть), где их ждал Алексей с отрядом элитной кавалерии. 
Норманнская кавалерия ринулись к императорскому знамени. Во фланг им ударил небольшой отряд пельтастов (легкой пехоты) и конных лучников. Понеся потери, норманны прервали бой и отступили. На ночь Боэмунд расположился лагерем на речном островке. 
На следующий день тюркские и «сарматские» (вероятно, печенегские) конные лучники совершили набег на лагерь Боэмунда. Норманны построили фалангу. Когда норманнский знаменосец был убит, началась паника, что вынудило их отступить к Трикале.

## Результаты
Потерпев поражение и не получив обещанных денег от Боэмунда, основная часть норманнской армии сняла осаду Ларисы, вернулась на побережье и отплыла обратно в Италию. Алексей предоставил венецианцам торговую колонию в Константинополе, а также освобождение от торговых пошлин в обмен на их новую помощь. В ответ они отбили Диррахий и Корфу и вернули их Византийской империи.